# Pepi Salvenmoser
Josef „Pepi“ Salvenmoser (* 15. Dezember 1926 in Kitzbühel; † 21. September 2016 ebenda) war ein österreichischer Skirennläufer und Alpinskitrainer. Als Skirennläufer erzielte er Ende der 1940er- und Anfang der 1950er-Jahre mehrere Podestplätze bei internationalen Rennen, ehe er als Trainer zum kanadischen Verband wechselte und mit den kanadischen Skidamen große Erfolge feierte.

## Biografie
Neben dem alpinen Skisport war Salvenmoser zunächst auch als Eishockeyspieler beim Kitzbüheler Eishockeyclub aktiv. Ebenso nahm er an Wettkämpfen im Schwimmen und Turmspringen teil. Schließlich widmete er sich aber ganz dem Skirennsport. Seine größten Erfolge als aktiver Rennläufer erzielte der Athlet des Kitzbüheler Ski Clubs bei den Hahnenkammrennen in seinem Heimatort Kitzbühel. Er wurde 1950 hinter Fritz Huber Zweiter in der Kombination, Fünfter in der Abfahrt und hatte zwei Jahre davor bereits den fünften Platz im Slalom erreicht. 1952 wurde er Zweiter im Dreipistenrennen in Arosa.
Nach seiner aktiven Karriere wechselte Salvenmoser als Damentrainer zum kanadischen Skiverband. Zunächst nur als Aushilfe für die Vorbereitung auf die Weltmeisterschaften 1954 in Åre angestellt, wurde er durch seine Trainingserfolge bald zum Cheftrainer der kanadischen Damen-Nationalmannschaft ernannt. Er führte einige Neuerungen im Training ein und setzte verstärkt auf die mentale Wettkampf-Vorbereitung der Athletinnen. Vor allem mit den kanadischen Spitzenläuferinnen Lucille Wheeler und Anne Heggtveit erzielte er in den nächsten Jahren große internationale Erfolge. Wheeler gewann bei den Olympischen Winterspielen 1956 die Bronzemedaille in der Abfahrt – und damit die erste Olympiamedaille im alpinen Skisport für Kanada – und bei den Weltmeisterschaften 1958 zwei Goldmedaillen in der Abfahrt und im Riesenslalom sowie die Silbermedaille in der Kombination. Heggtveit wurde bei den Olympischen Winterspielen 1960 Olympiasiegerin und zugleich Weltmeisterin im Slalom sowie Weltmeisterin in der Kombination. Zusammen gewannen Wheeler und Heggtveit von 1956 bis 1960 acht Medaillen bei Olympischen Spielen und Weltmeisterschaften, was Salvenmoser zum bis heute erfolgreichsten kanadischen Cheftrainer machte. Neben Wheeler und Heggtveit gehörte unter anderem auch die später sehr erfolgreiche Nancy Greene zu seinen Schützlingen.
Im Jahr 1964 beendete Salvenmoser seine Trainertätigkeit in Kanada. Später war er noch längere Zeit Funktionär im Kitzbüheler Ski Club und leitete vereinzelt auch dort das Skitraining. In Anerkennung seiner Verdienste erhielt er die Ehrenbürgerschaft der kanadischen Hauptstadt Ottawa und wurde 1990 in die Canadian Ski Hall of Fame aufgenommen.
Er wurde in Kitzbühel bestattet.